# Furnas
Furnas è una frazione (freguesia) di Povoação, città portoghese sull'isola di São Miguel, nelle Azzorre.
Con 1 439 abitanti nel 2011, si trova nella parte est dell'isola. È un centro importante per l'attività vulcanica delle Azzorre.

## Storia
Uno dei primi riferimenti a Furnas proviene dalla raccolta di alberi nella valle di Furnas, per aiutare la costruzione di molte delle case distrutte dai terremoti del 1522 a Vila Franca do Campo. Tra questi vi sono numerosi alberi utilizzati per la ricostruzione della chiesa parrocchiale, un progetto iniziato dal Donatario-Capitano Rui Gonçalves da Câmara II. Nel 1553, il suo predecessore Manuel da Câmara emanò un editto per ripiantare questi alberi dopo che l'area era stata quasi disboscata, e le strade furono ampliate sotto il figlio, Rui Gonçalves da Câmara III, al fine di sviluppare l'area, consentendo l'allevamento di bestiame nella valle dopo il 1577.
Sempre durante il mandato di Manuel da Câmara, nel 1613 fu costruita una cappella per invocare Nossa Senhora da Consolação (Nostra Signora della Consolazione) e una piccola residenza per il sacerdote locale (che era responsabile delle messe e dell'accensione di una lampada nella sacrestia). Ben presto, intorno al 1615, comparvero altre case in questa zona e fu costruito un piccolo convento vicino alla cappella. Nel 1630, a seguito di un'eruzione vulcanica nella valle, la zona fu abbandonata. Tuttavia, nuovi coloni tornarono rapidamente nella valle di Furnas (soprattutto da Ponta Garça, Povoação, Vila Franca e Maia), poiché la terra divenne fertile e in grado di sostenere una popolazione più numerosa. Tra il 1682 e il 1983 furono costruite nuove strade, donate dal barone di Larangeiras.
Anche se isolato nell'interno, il villaggio continuò a essere vulnerabile agli attacchi dei pirati. Nel 1679, dei pirati di Algeri (provenienti dagli Stati barbareschi) sbarcarono nel Portinho de Agrião, saccheggiarono il villaggio costiero di Ribeira Quente e procedettero verso l'interno, dove derubarono diversi pecorai della valle prima di tornare sulla costa. José Pereira Sodré, un residente nei pressi di Agrião, presentò una petizione al governatore di São Miguel per ottenere uno dei cannoni esistenti presso il municipio di Vila Franca; egli voleva che l'armamento venisse utilizzato per difendere la zona da futuri attacchi: la petizione fu respinta.
Nel 1832, uno sconosciuto colono inglese acquistò un grande appezzamento intorno al lago del cratere per costruirvi una casa, ma lo abbandonò e lo vendette al console generale inglese a Ponta Delgada, di nome Vines, nel 1855. Lì il signor Vines costruì una casa estiva, con giardino, che chiamò Grená in onore delle relazioni familiari della moglie: la sua consorte era la nipote di Daniel O'Connell (che organizzò il movimento cattolico in Irlanda) e soggiornava nella casa dei loro parenti irlandesi, anch'essa chiamata Grená. Alla morte del console Vine, la casa fu utilizzata da un chirurgo londinese di nome Hinton (editore di numerose opere sull'igiene e sull'udito), poiché Catherine Vine non voleva tornare a Furnas. Dopo la morte di Hinton, nel 1875, la casa fu utilizzata da Jorge Brown, che la sfruttò come albergo per i turisti estivi per diversi anni. In questo periodo vi soggiornarono molti viaggiatori, tra cui Charlotte Baker (che scrisse A Summer in the Azores with a Glimpse of Madeira) e altri che produssero recensioni letterarie e scientifiche sulla regione. Nel 1882, Grená fu venduta dal figlio di Catherine Vine a Jorge Hayes, dopo la morte di Jorge Brown avvenuta nello stesso anno. Fu occupata da José do Canto mentre la sua casa e la sua cappella venivano costruite sull'altra sponda del lago.
Nel giugno 1840 la popolazione della valle di Furnas contava 1 320 abitanti sparsi in 334 case in tutto il bacino.

## Geografia

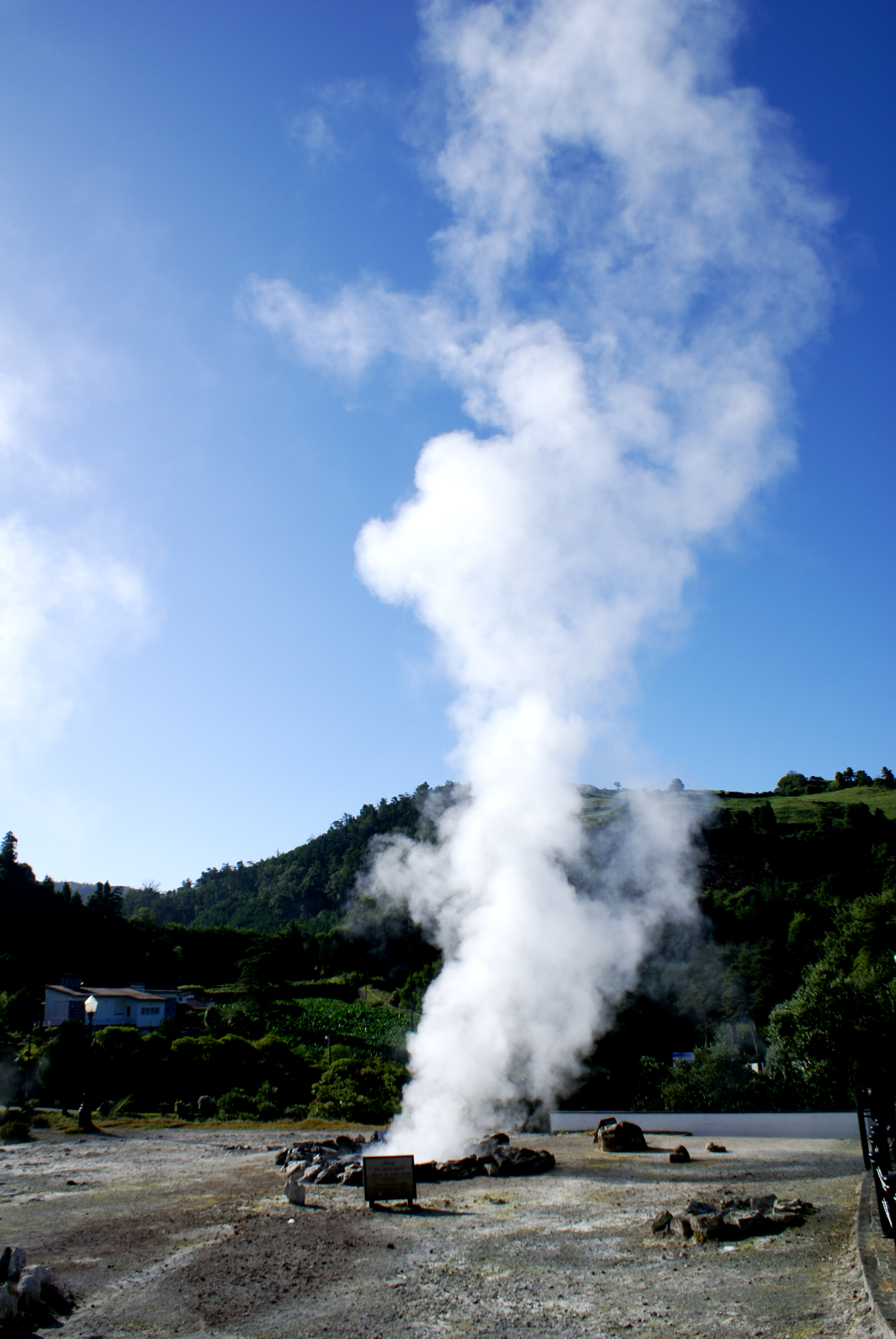
Uno dei tanti geyser, sorgenti calde e fumarole sparse nel centro del villaggio di Furnas

Furnas si trova nel più orientale dei tre vulcani attivi trachitici sull'isola di São Miguel, nel Complesso vulcanico di Furnas, storicamente attivo.
Per questo motivo molti punti del territorio di Furnas sono soggetti a solfatare, in particolare a ridosso del lago e poco sopra il centro urbano, dove l'attività sotterranea può creare nuovi punti di fuoriuscita dell'acqua bollente negli anni.
Con una complessa storia di 100 000 anni, la caldera centrale del vulcano di Furnas è una struttura trachitica esplosiva naturale composta da due caldere principali, che attraverso la formazione, il collasso e l'esplosione hanno segnato la storia naturale del massiccio. La caldera più antica ha un diametro di circa 7 km la cui scarpata taglia le strutture laviche del vicino Complesso Vulcanico di Povoação a nord e a nord-est e a sud-est fino alla valle di Ribeira Quente. La seconda caldera (4,5 km di diametro) risale a 35 000 anni fa (la caldera più giovane) ed è geomorfologicamente identificabile dalla parete di 200 metri a nord e a nord-ovest. All'interno della caldera si trovano numerosi coni di pomice e maar derivanti da eruzioni pliniane e freto-pliniane di 5 000 anni fa.
A causa dell'esistenza di una popolazione di diverse migliaia di persone che vivono all'interno e intorno alla sua caldera, è considerato uno dei vulcani più pericolosi dell'arcipelago. Nel corso della sua storia, l'attività vulcanica del Furnas è stata essenzialmente esplosiva, ma gli stili eruttivi sono variati da una lieve attività effusiva ad almeno due eruzioni che hanno formato una caldera 30 000 e 12 000-10 000 anni fa. È considerato molto attivo, dal momento che dieci eruzioni sub-pliniane si sono verificate negli ultimi 5 000 anni, producendo un'area totale di 0,9 chilometri quadrati di magma trachitico abbastanza omogeneo. La prima eruzione storica conosciuta risale al 1440, subito dopo che i primi coloni iniziarono a popolare le coste di São Miguel. L'ultima eruzione si è verificata dopo l'insediamento dell'arcipelago delle Azzorre nel 1630 d.C. e ha causato la morte di 200 persone. Le eruzioni del Gruppo di Furnas superiore sono state caratterizzate principalmente da episodi alternati di attività magmatica e freatomagmatica che hanno prodotto depositi di cenere vulcanica e lapilli intercalati ai diffusi depositi principali dell'adiacente vulcano Fogo. Almeno tre di queste eruzioni sono state accompagnate da estrusioni di cupole di trachite nelle fasi finali dell'eruzione.
La parte occidentale delle due caldere è parzialmente riempita da un lago craterico, Lagoa das Furnas, a un'altezza di 359 m e popolato da diverse fumarole e pozze di fango si trovano nella parte settentrionale del lago. Nella parte centrale del paese prevalgono le sorgenti e i geyser; trenta sorgenti, ognuna con temperature e composizioni chimiche diverse, tra cui ruscelli caldi ricchi di ferro ed esempi di tubature di acqua calda e fredda ricca di minerali.  I geyser sono situati in diversi bacini ricchi di bicarbonato di sodio, boro, fluoro e tracce di anidride carbonica. Gli abitanti del luogo cucinano nei geyser piatti a base di mais. Gli impianti di idroterapia si trovano nel parco e sono stati costruiti nel XIX secolo.

## Economia

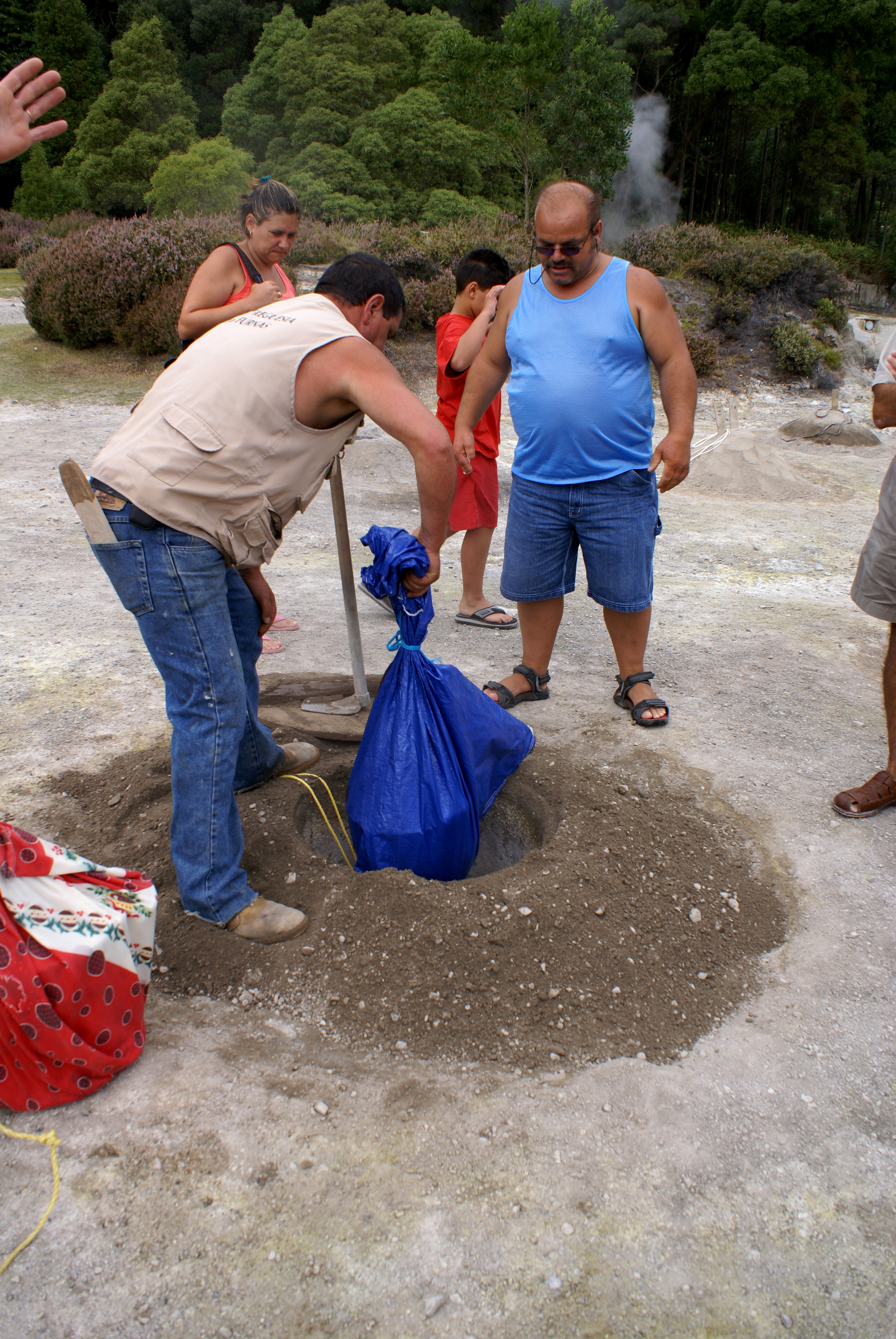
Ristoratori mettono a cuocere pietanze nel sottosuolo di Furnas nel 2008

Storicamente l'economia principale della valle è stata la produzione di miele e cera: i sacerdoti gesuiti avevano introdotto questa attività dalle origini dell'insediamento, producendo un barile o un barile e mezzo all'anno. Durante questo periodo di insediamento, i contadini della valle coltivavano abitualmente anche grano e legumi, taro, zucca e zigolo dolce. Nel 1661 il corregidor André Lopes Pinto e Vasconcellos ordinò ai proprietari terrieri di Furnas di piantare almeno un alqueire di taro per evitare la malnutrizione, per fornire mangime ai maiali e, in seguito, per fornire una fonte di esportazione. Anche i lupini erano colture importanti in questo periodo, solitamente piantati tra ottobre e novembre, con qualche variazione per aumentare le sostanze nutritive del suolo e sostenere le colture standard, come il mais, le fave e il grano.
Dal XX secolo ha avuto risalto anche lo sfruttamento turistico delle risorse naturali, come la produzione di piatti cotti tramite l'attività geotermica (ad esempio il cozido) e la gestione di piscine calde termali naturali.

## Architetture

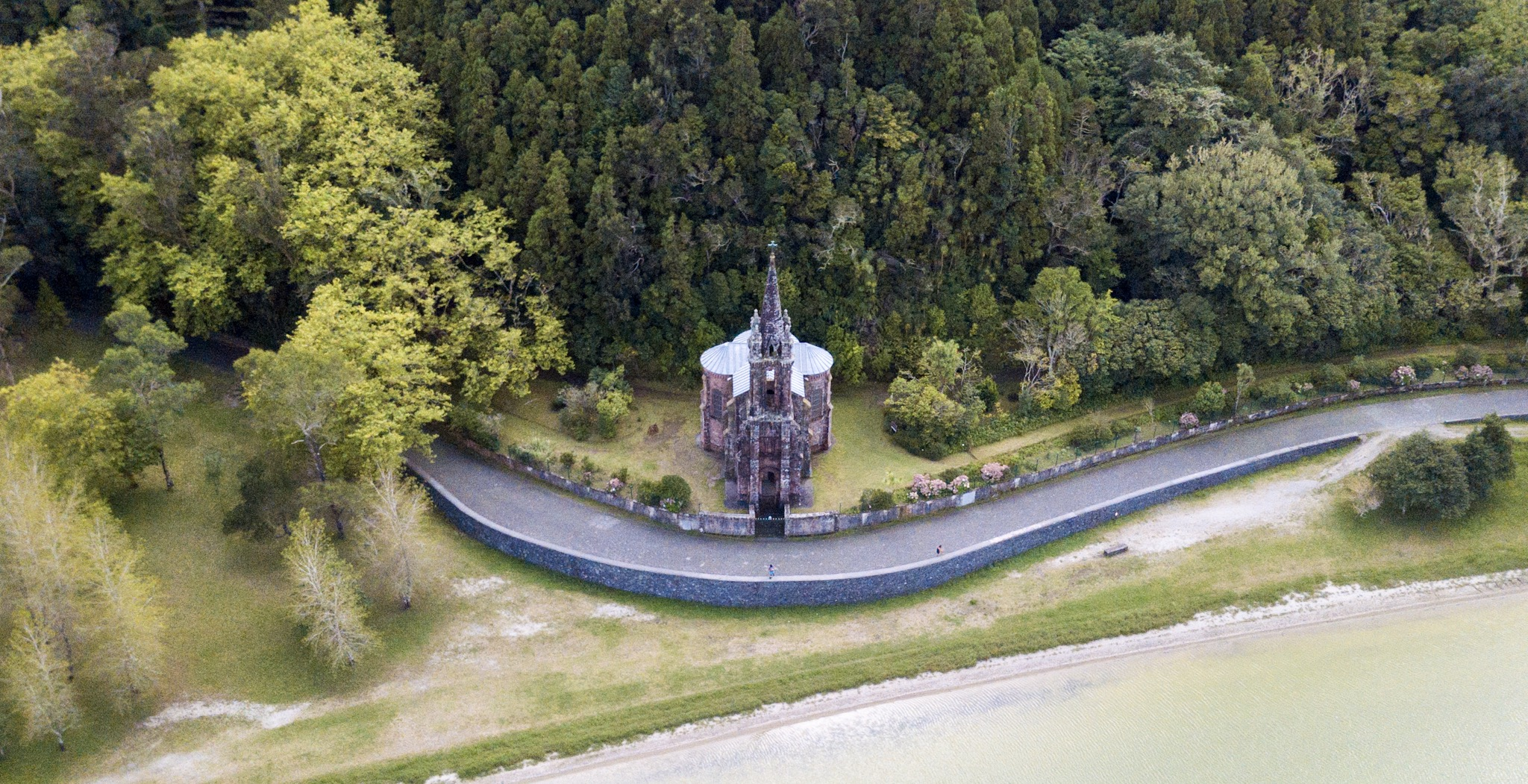
La cappella neogotica in riva al lago

### Civili
- Stazione termale di Furnas
- Osservatorio del microbioma delle Azzorre
- Casa invertida (edificio privato del XX secolo progettato capovolto)

### Religiose
- Chiesa di Sant'Anna o Chiesa vecchia (edificio del 1760 costruito sul luogo di una cappella distrutta dal terremoto del 1630)
- Chiesa della Nostra Signora dell'Allegria (chiesa situata nel cuore del centro urbano)
- Cappella Nossa Senhora das Vitórias  (architettura neogotica conclusa nel 1882 sulla riva del Lago di Furnas)